# Linus Torvalds

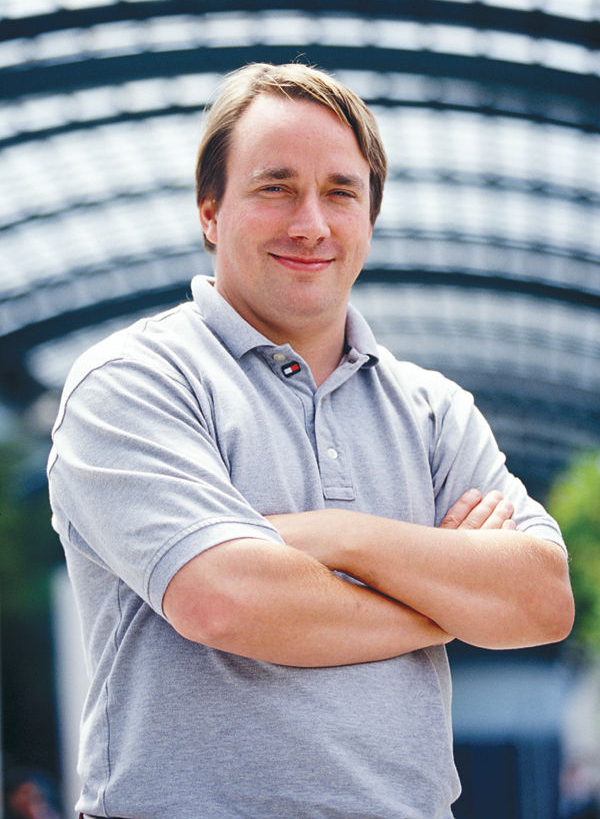
Torvalds, 2002

Linus Benedict Torvalds, född 28 december 1969 i Helsingfors, är en finländsk mjukvaruentreprenör  och grundare till operativsystemskärnan Linux. Han kontrollerar dess utveckling genom sitt arbete på Linux Foundation.

## Tidiga år
Linus Torvalds är finlandssvensk. Han är son till Nils Torvalds och Anna Torvalds, född Törnqvist. Hans farfar var Ole Torvalds. På sin mors sida är han dotterson till Leo Törnqvist och släkt med Ernst von Wendt. Han döptes efter kemisten Linus Pauling.
Föräldrarna var politiskt radikala som unga. Fadern kallade sig kommunist och studerade ett år i Moskva på 1970-talet.
Torvalds började vid Helsingfors universitet 1988 och tog magisterexamen i datavetenskap 1996. Examensarbetet hette Linux: a Portable Operating System (Linux: Ett portabelt operativsystem).
Intresset för datorer väcktes när han var tolv år och fick en Commodore VIC-20 av sin morfar. Senare köpte han en Sinclair QL, bytte operativsystemet och skrev egna program. Bland annat utvecklade han spelet Cool Man, en Pac-Man-klon.
År 1990 skaffade han en Intel 80386-baserad IBM PC. Efter att ha spelat Prince of Persia en tid installerade han Minix. Upplevelsen inspirerade honom att 1991 starta Linux som ett hobbyprojekt för att lära sig mer om operativsystem.
Torvalds använde GNU-projektets verktyg när han byggde systemet. Linux ersatte så småningom den kärna som GNU saknade. Målet var ett Unix-liknande system för vanliga persondatorer. I dag stöder Linux många olika hårdvaruplattformar.

## Senare år
Linus Torvalds är gift med Tove Torvalds, född Monni, som är sexfaldig finsk mästare i karate. De har tre döttrar, Patricia Miranda (f. 1996), 
Daniela Yolanda (f. 1998) och Celeste Amanda Torvalds (f. 2000), varav de två yngsta är födda i USA. Företag som Red Hat och VA Linux vilka kommersialiserat Linux har givit Torvalds optioner som tack för hans skapelse. De beräknades 2006 vara värda uppemot 20 miljoner USD.
Torvalds flyttade till San Jose, Kalifornien 1997 och bodde där flera år med sin familj tills familjen i juni 2004 flyttade till Portland, Oregon för att komma närmare Torvalds arbetsplats. Han är sedan 2010 amerikansk medborgare. Torvalds arbetade för Transmeta från februari 1997 till juni 2003, och är idag anställd av Linux Foundation (OSDL), ett företagskonsortium i Beaverton, Oregon. Hans personliga maskot är en pingvin, som kallas för Tux. Den har fått stor spridning i Linux-kretsar och är maskot för Linux-kärnan. Till skillnad från många andra open source-förespråkare håller Torvalds en låg profil och vill inte i allmänhet kommentera konkurrerande programvaror. Torvalds håller sig ofta utanför debatter om andra programvaror än Linux-kärnan och har av vissa blivit kritiserad för sin neutralitet. Särskilt har han kritiserats för att ha arbetat med kommersiella programvaror för Transmeta samt för att ha förespråkat den proprietära programvaran BitKeeper för versionskontroll av Linuxkärnan. Torvalds har dock programmerat en fri ersättare till BitKeeper, som kallas för Git.

## Namnet Linux
Torvalds använde ursprungligen Minix som sitt huvudsakliga system som han senare ersatte med Linux. Han namngav först sitt nya system till Freax (en kombination av free och freak och bokstaven X för att indikera att det handlar om ett Unix-system), men hans vän Ari Lemmke som administrerade FTP-servern där Linuxkärnan först placerades för nerladdning, gav katalogen namnet linux.

## Linux varumärke
Torvalds äger varumärket Linux, och övervakar användning av det via den ideella organisationen Linux International.

## Priser och utmärkelser
- 1999 – hedersdoktorat vid naturvetenskapliga fakulteten vid Stockholms universitet[8]
- 2000 – hedersdoktorat vid Helsingfors universitet[9]
- 2012 – Millenniumpriset för teknologi[10]
- Asteroiden 9793 Torvalds[11]